# Можайка (приток Рессы)
Можайка — река в Калужской области России. Ранее известна как река Мосалка.
Протекает по территории Мосальского района. Исток — у деревни Шубино, впадает в реку Рессу в 68 км от её устья по левому берегу, у села Тарасково. Длина реки составляет 14 км.
Вдоль течения реки расположены: районный центр — город Мосальск, сёла Ивонино и Тарасково, деревни Шубино, Харинки, Зубово и Пищалово.
Происхождение названия реки и города Мосальска связывают с балтскими племенами. Есть версия, что река Мосалка произошла от латыш. masala («овод») с добавлением русского суффикса -ка.

## Данные водного реестра
По данным государственного водного реестра России относится к Окскому бассейновому округу, водохозяйственный участок реки — Угра от истока и до устья, речной подбассейн реки — Бассейны притоков Оки до впадения Мокши. Речной бассейн реки — Ока.
Код объекта в государственном водном реестре — 09010100412110000021207.